# Tupamaros
Les Tupamaros (officiellement Mouvement de libération nationale-Tupamaros, MLN-T) sont un mouvement politique uruguayen, d'extrême gauche, qui prôna l'action directe et la guérilla urbaine dans les années 1960 et 1970. Il est aujourd'hui légaliste et intégré au Front large, et se rapproche plus d'une gauche classique que de l'extrême gauche, devenant peu à peu un parti de gouvernement, qui revendique toutefois toujours poursuivre un objectif révolutionnaire, mais désormais par des moyens légaux et progressifs.
Leurs premières actions consistent surtout à braquer des banques, parfois pour redistribuer leur butin dans les quartiers pauvres de la capitale, ce qui leur a valu le titre de guérilla « Robin des bois » et la sympathie d’une partie de la population, d’autant que leurs actions ne font pratiquement pas de victimes. Raúl Sendic (1925-1989) en devint l'une des figures les plus connues, allant jusqu'à être qualifié abusivement de dirigeant des Tupamaros, malgré l'existence d'une direction collégiale véritable. C'est l'un des rares mouvements de guérilla à s'être transformé en mouvement politique légaliste, en s'intégrant en 1989 à la coalition de gauche du Front large et créant du même coup le Mouvement de participation populaire, qui participa directement aux élections, pour la première fois en 1994, au cours desquelles furent élus des dirigeants Tupamaros tels que José Mujica et Eleuterio Fernández Huidobro. Mujica a été choisi en juin 2009 en tant que candidat présidentiel du Front large puis élu président de la République le 29 novembre 2009.

## Le nom
Le nom de Tupamaros provient de Túpac Amaru, le chef indien qui conduisit l'une des révoltes les plus importantes contre les Espagnols, en 1572, dans la vice-royauté du Pérou. Après son écartèlement à Cuzco, en 1572, le nom de Tupamaros devint une appellation péjorative pour les rebelles de l'empire colonial espagnol. Il fut aussi utilisé en Uruguay pour désigner les gauchos ayant suivi le Libertador José Artigas dans la lutte pour la réforme agraire, la justice sociale et l'indépendance.
Dans l'Uruguay du XXe siècle, le terme apparaît pour la première fois en 1962 sur un tract étudiants soutenant les luttes paysannes, signé TNT (los Tupamaros no transan : « les Tupamaros ne transigent pas »). Le terme est ensuite repris par le « Coordinateur », une structure créée en 1963 et liant une cinquantaine de jeunes, appartenant à différents groupes révolutionnaires et ancêtre du MLN (Mouvement de libération nationale) (on n'apprendra l'existence de celle-ci qu'en 1987, avec le livre de Fernández Huidobro). L'étoile rouge à cinq branches, avec le T à l'intérieur, fait alors son apparition.
Toutefois, le nom de Tupamaros ne sera utilisé officiellement, à côté du sigle MLN, qu'en décembre 1966, sur une circulaire confidentielle destinée aux partis de gauche et expliquant la décision d'entrer dans la clandestinité à la suite de la découverte par la police de la plupart des locaux du MLN à Montevideo et à la mort du premier Tupamaro, l'étudiant Carlos Flores, le 22 décembre 1966, suivi de celle de Mario Robaina, le 27 décembre, lors de fusillades avec la police.

## Le contexte
Le mouvement émergea dans la première moitié des années 1960 sous la double influence de la révolution cubaine et de l'échec politique de la gauche aux élections de 1962 (es), au cours desquelles le Front de gauche de libération (FIDEL, alliance entre le Parti communiste, le Mouvement révolutionnaire oriental (MRO) d'Ariel Collazo et des dissidents du Parti colorado) n'obtint que 3,49 % des voix, tandis que l'Union populaire du Parti socialiste et du dissident blanco Enrique Erro) n'obtint que 2,3 % des suffrages. Cela entraîna des scissions (MUSP), mais surtout poussa plusieurs militants à se tourner vers la lutte armée, pensée comme seul moyen de sortir d'une situation politique bloquée par le partage du pouvoir entre les deux partis traditionnels, le Parti national (blanco) et le Parti colorado, tous deux rassemblements hétéroclites de différents courants, difficiles à ranger selon l'opposition gauche-droite.
Cependant, on débat toujours pour savoir si le mouvement armé avait été pensé dès l'origine comme projet révolutionnaire visant à la prise du pouvoir, ou, à plus court terme, comme moyen d'auto-défense contre les groupes antisémites d'extrême-droite qui attaquaient locaux universitaires et permanences des partis (mort du professeur Arbelio Ramírez le 17 août 1961, victime d'une balle destinée à Che Guevara,; enlèvement de la réfugiée paraguayenne Soledad Barret en 1962 - son corps est retrouvé marqué  de croix gammées (sa mémoire  est honorée dans un poème de Mario Benedetti). Par ailleurs, le mouvement a pu aussi être influencé par certaines rumeurs de coups d'État, au centre desquelles se trouvaient, en 1964 et 1966, le colonel pro-nazi Mario Aguerrondo, en relation avec la CIA, rumeurs rendues davantage crédibles encore avec le coup d'État de mars 1964 au Brésil et celui du général René Barrientos en Bolivie. En 1964, le Parti communiste décide ainsi de créer une structure clandestine armée pour se préparer à un éventuel putsch. Bien que José Mujica, Fernández Huidobro, Mauricio Rosencof et d'autres cadres Tupamaros mettent en avant, aujourd'hui, la dimension défensive du projet à ses origines, cette motivation aurait cependant très vite été remplacée par l'idéal révolutionnaire.

## Les membres fondateurs
Les membres du « Coordinateur », dont la structure est dissoute en janvier 1965, puis ceux du MLN, dont la création fut officialisée lors d'une réunion de mai 1965 à Parque del Plata, provenaient d'origines diverses.
Ainsi, Raúl Sendic, alors membre du Parti socialiste, avait aidé, en tant que « conseiller juridique », des ouvriers agricoles du nord du pays vivant dans des conditions très précaires, les cañeros, à créer des syndicats, dont l'UTAA (Unión de Trabajadores Azucareros de Artigas) en 1961: ce qui fut l'une des matrices du MLN. Les cañeros organisèrent cinq « longues » marches d'Artigas à Montevideo (1962, 1964, 1965, 1968 et 1971). Des militants et dirigeants de l'UTAA (Julio Vique, Nelson Santana, Ataliva Castillo, Walter Gonzalez, Colacho Estévez, etc.) participèrent ensuite au noyau fondateur des Tupamaros. 
Le groupe de Sendic se lia ainsi avec d'autres militants radicaux du PS (Julio Marenales, Jorge Manera, Andrés Cultelli, Héctor Amodio Pérez, etc.) et des militants de la Jeunesse du Mouvement révolutionnaire oriental (MRO), dont Eduardo Pinela et Eleuterio Fernández Huidobro, qui créèrent le Mouvement d'appui paysan (MAC), soutenant les luttes de l'UTAA. 
Des groupes organisés, tels le MIR maoïste, et la Fédération anarchiste uruguayenne (FAU), participèrent aussi à la fondation des Tupamaros, ainsi que des indépendants, tels José Mujica, un blanco qui était passé par le MIR, ou Violeta Settelich, la compagne de Sendic, issue du Parti communiste. Ces militants s'unirent sur la base de l'action directe, en accord avec leur slogan « les paroles divisent et l'action unit », évitant ainsi les débats théoriques qui auraient pu les diviser. 
Beaucoup de prêtres et de catholiques progressistes participèrent aussi au MLN, formant en 1969 une colonne entière composées de curés (Juan Carlos Zaffaroni) et laïques catholiques, dirigée par Efraín Martínez Platero. Quatre séminaristes furent ainsi condamnés en 1969 pour leur appartenance aux Tupamaros; le prêtre Indalecio Olivera fut tué lors d'échanges de tirs avec la police, en novembre 1969, le séminariste Óscar Fernández Mendieta fut tué sous la torture.

## L'idéologie des Tupamaros: entre pragmatisme et socialisme
Plusieurs personnes, ex-Tupamaros ou observateurs, ont ainsi souligné le « pragmatisme » voire l'« éclectisme » (Adolfo Garcé) des Tupamaros. Parmi les militants historiques, seuls Jorge Torres et Andrés Cultelli avaient reçu une formation marxiste, mais ils n'écriront que tardivement des essais théoriques, Les Tupamaros prônaient globalement une « révolution socialiste », sans préciser la forme des institutions à venir, mais critiquant, dans ses documents officiels, l'URSS et la « dictature du prolétariat », soutenant davantage une démocratie populaire pluripartite et une forme d'autogestion ouvrière. Le Programme de gouvernement de mars 1971 du MLN revendique l'expropriation des domaines latifundiaires et des grandes industries, la planification, et d'autres thèmes communs de la gauche révolutionnaire. Les Tupamaros sont aussi fortement influencés par le nationalisme uruguayen et le panaméricanisme, se situant dans la continuité du Libertador José Artigas et d'Aparicio Sarivia, le dernier caudillo blanco à avoir pris les armes, en 1904, contre le régime. 
Enfin, ils furent fortement influencés par le « tercérisme » uruguayen, un mouvement intellectuel des années 1950, lié aux théoriciens de la dépendance (André Gunder Frank, Ruy Mauro Marini (es), Aníbal Quijano, Luis Vitales, et, en Uruguay, le socialiste Vivian Trías (es), qui influença fortement Sendic, et le directeur de la revue Marcha (es), Carlos Quijano (es)). Le tercérisme commença par critiquer le double impérialisme des superpuissances (États-Unis et URSS), avant de prendre position, sous l'influence de la révolution cubaine, et contrairement à la gauche péroniste argentine, en faveur de l'alignement sur le bloc de l'Est; ce dernier était conçu comme nécessité stratégique, n'excluant pas la critique du « socialisme réel » de l'URSS et d'Europe de l'Est.

## Les premières actions
Au début, les actions du MLN-T consistaient à s'approvisionner en armes et en argent dans l'idée d'une lutte à une grande échelle. En aout 1965, le mouvement fait sa première apparition publique, avec une attaque contre une usine fabricant du napalm destiné à être lâché sur le Vietnam. Étant sur le point d'être anéanti par la police en 1966, le MLN-T parvint à renaître et commença une série d'actions qui combinait la recherche de fonds et de matériel, l'assassinat de quelques fonctionnaires de police accusés de tortures sur des détenus politiques et la propagande politique. Jusqu’en 1971, il organise cinq grandes marches de plusieurs centaines de kilomètres chacune en compagnie des caneros, coupeurs de canne particulièrement pauvres qui revendiquaient la semaine de quarante heures et une réforme agraire.
Le président Jorge Pacheco Areco (décembre 1967-mars 1972) promulgue des mesures d'exception (medidas prontas de seguridad (es)) à partir du 13 juin 1968, alors que les nouvelles de mai 68 contribuent à radicaliser les manifestations étudiantes. Il fait intervenir les militaires dans les usines et réquisitionne de force les ouvriers en grèves, dissout le Parti socialiste, la Fédération anarchiste uruguayenne (FAU) et d'autres partis, et censure la presse, leur interdisant même de mentionner l'existence des Tupamaros, terme lui-même prohibé. Les innommables, comme les dénommait une certaine presse, commencèrent à être connus en dehors de l'Uruguay, quand ils publièrent des informations financières sur les manipulations et la corruption de certaines entreprises (ainsi de la Monty, qui pratiquait l'évasion fiscale à grande échelle ainsi que des prêts usuraires, et dont les pratiques furent dénoncées dans un tract du 16 février 1969; ou encore le cambriolage, le 4 avril 1970, contre la famille Mailhos, l'un des plus puissants groupes économiques uruguayens, au cours duquel 300 000 dollars de lingots d'or de contrebande furent enlevés: le 6 mai 1970, le MLN-T déposa au domicile du magistrat chargé d'enquêter sur les Mailhos et l'origine illégale de cette fortune des documents contenant leur compatibilité occulte; et contre la Banque franco-italienne en 1970) ou  de certains notables bien en vue. Plusieurs « Commandos de la Faim » furent mis en place: ainsi, ils détournaient des camions chargés de vivres pour les redistribuer dans les quartiers populaires. Ces actions accrurent le prestige du MLN-T hors des frontières et débuta une légende auréolée de romantisme.
En revanche, à l'intérieur du pays, le MLN-T rencontra de fortes résistances de la part du système politique traditionnel. Les hommes politiques des partis blanco et colorado condamnèrent le recours à la lutte armée ; même si plus tard, on eut la preuve que certains d'entre eux avaient engagé des pourparlers secrets avec les Tupamaros.
La gauche parlementaire (surtout le Parti communiste) condamna en termes très violents les Tupamaros, mais en raison du succès que ceux-ci rencontraient tant à Montevideo qu'à l'intérieur du pays, des négociations ont pu s'enclencher à certains moments, en particulier lors des élections de 1971 et de la création du Mouvement du 26 mars.

## De la prise de Pando à l'enlèvement de Dan Mitrione

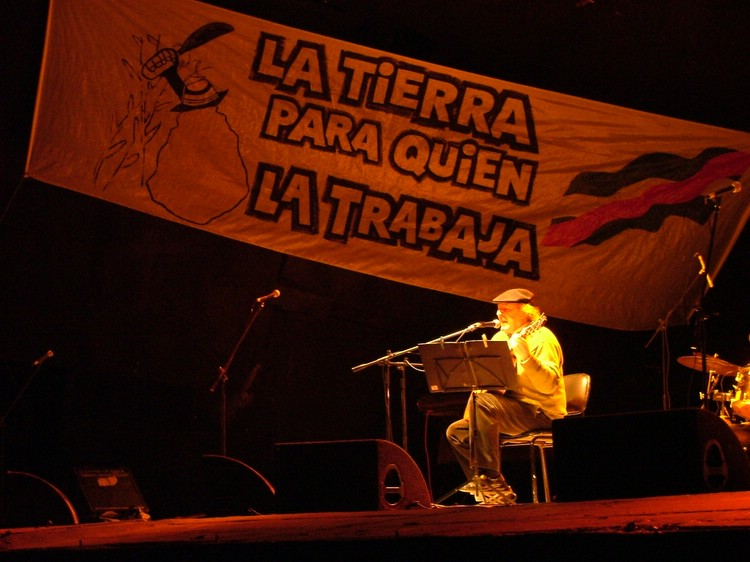
Daniel Viglietti lors d'un Festival en faveur des travailleurs de canne à sucre (les peludos) à Bella Union, (Artigas). Le guitariste fit une chanson en l'honneur de la prise de Pando, jouée en décembre 1969.

À partir de 1970, la lutte armée s'amplifia au point que plusieurs fois la police fut impuissante à la contrer. C'est de cette époque que datent quelques-unes des plus célèbres actions. 
Ainsi, dès le 8 octobre 1969, date commémorant l'arrestation du Che en Bolivie, les Tupamaros organisèrent la prise de Pando, à 30 km de Montevideo, au cours de laquelle ils ridiculisèrent les autorités et s'emparèrent de 240 000 dollars. Des erreurs entraînèrent toutefois l'arrestation de 19 des 49 guérilleros, dont celle de Fernández Huidobro, tandis que trois Tupamaros étaient exécutés de sang froid par la police. 
À partir du 10 juin 1970, le président Jorge Pacheco Areco soumet les Tupamaros aux tribunaux militaires. Le 31 juillet 1970, le MLN-T enlève l'agent du FBI Dan Mitrione, chargé de l'instruction de la police et des militaires dans le cadre de l'USAID (United States Agency for International Development), en particulier dans l'usage plus rationnel et efficace de la torture. Après l'échec des négociations avec le régime, Mitrione fut exécuté (ce fait inspira le film de Costa-Gavras, État de siège). Les Tupamaros kidnappèrent aussi l'ambassadeur britannique Geoffrey Jackson en janvier 1971, relâché, ou, en février 1972, le photographe de la police Nelson Bardesio, lié depuis 1967 à la CIA. Chargé d'un escadron de la mort, celui-ci avoua les liens entre ces derniers et le gouvernement. Du début 1970 à la fin de 1973, les Tupamaros organisèrent ainsi une quinzaine d'enlèvements, dont beaucoup se terminèrent par la libération des détenus (pour raisons de santé…).

## La colonne 70 de Rosencof
Bien que le MLN se soit concentré sur l'action directe et la lutte armée, il n'ignorait pas le travail politique. Ainsi, il créa d'une part la colonne 70, à partir de la colonne 10, en septembre 1970. Dirigée par Mauricio Rosencof, celle-ci, qui comptait 2 500 militants, presque tous dans la légalité, participait essentiellement à des actions directes, telles que l'occupation des cinémas, la distribution de propagande, l'occupation d'entreprises, la distribution de vivres aux classes populaires.

## La campagne électorale de 1971: Mouvement du 26 mars et évasion de Punta Carretas
D'autre part, alors que des dissidents du Parti Colorado et Parti Blanco participaient à une large alliance, rassemblant, sous le nom de Frente Amplio (Front large), du Parti démocrate chrétien au Parti communiste, en vue des élections générales de novembre 1971, la direction des Tupamaros, dont la plupart des membres avait été capturée, décida de créer le Movimiento de Independientes 26 de Marzo, dans une optique de soutien critique au Front large. Rassemblant de 6 à 10 000 militants, le Mouvement du 26 mars devint partie intégrante du Frente Amplio.
En pleine campagne présidentielle, plus de cent prisonniers politiques parviennent à s'évader de la prison de Punta Carretas (« opération Abus »), le 6 septembre 1971, dont Raúl Sendic, Fernández Huidobro et José Mujica. La campagne avait été marquée par les attentats des escadrons de la mort, dépendant du ministère de l'Intérieur (dont des tentatives d'assassinat contre le candidat présidentiel du Front, Líber Seregni); l'élection fut finalement qualifiée de frauduleuse par le Parti national (40,1 % des suffrages), le Parti Colorado étant le vainqueur avec quelques voix d'avance (40,3 % des votes). Le Frente Amplio arriva troisième (18,6 %). La fraude, organisée par la dictature brésilienne, était connue et encouragée par le président des États-Unis, Richard Nixon. L'agent de la CIA Philip Agee avait même envoyé une lettre, quelques jours avant les élections, à l'hebdomadaire Marcha, rendant publique sa démission de l'agence américaine et avertissant de l'intervention hautement probable de Washington dans le processus électoral en cours, de façon similaire à ce qui avait été fait lors des élections de 1964 au Chili et au Brésil en 1963.
Le 1er janvier 1972, les Tupamaros rompirent la trêve observée jusqu'alors; Raul Sendic occupa l'aéroport de Paysandú et émit la « Déclaration de Paysandú », appelant à faire la guerre contre les riches. Le même mois, les dirigeants Julio Marenales et Mauricio Rosencof rencontrèrent secrètement le leader blanco Wilson Ferreira Aldunate, mais rien de concret ne sortit de cette entrevue. Selon Marenales, le MLN-T était alors prêt à abandonner la lutte armée si une partie importante de leur programme (réforme agraire, nationalisation des banques, etc.) était mise en œuvre. Toutefois, étant donné la victoire probable du colorado Bordaberry, ce programme était irréaliste ; les Tupamaros affirmèrent alors à Ferreira, qui avait perdu les élections de peu, qu'il avait été dupé. En février 1972, la Cour électorale entérina la victoire de Bordaberry, enterrant l'enquête réclamée par Ferreira.

## La fin?

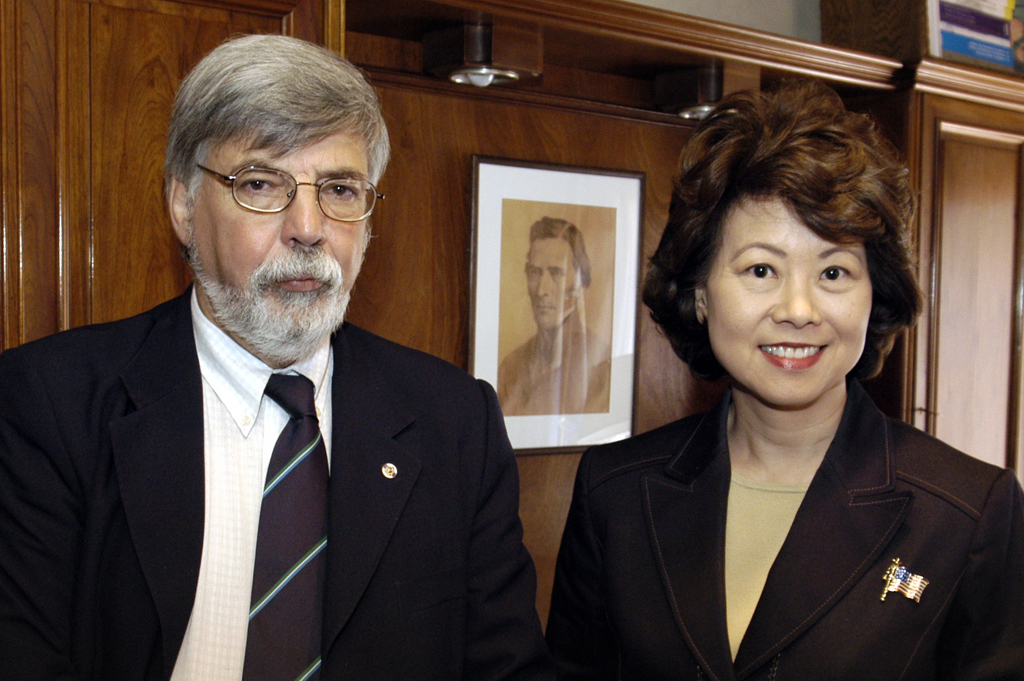
Eduardo Bonomi, ex-guérillero Tupamaro, exilé en France où il devint ingénieur agronome, ministre du Travail du gouvernement Vázquez (photo de décembre 2007, en compagnie de la secrétaire au Travail des États-Unis, Elaine Chao).

Avec l'arrivée en mars 1972 du président Juan Maria Bordaberry et des militaires dans la  répression de la guérilla  (qualifiée de« sédition »), la confrontation MLN-T et pouvoir fut sanglante et les Tupamaros furent défaits militairement, l'organisation démantelée. Dès le 30 juillet 1970, l'ancien dirigeant de la colonne 15, Amodio Pérez, fut arrêté; il commença peut-être dès ce moment à livrer des informations à la police, intégrant par la suite les rangs de cette dernière et l'aidant dans les arrestations ; les Tupamaros ne s'en rendirent compte que trop tard,.
En avril 1972, une opération dirigée par la CIA fut organisée contre les estancias Amazonas et Pérez Gomar, où se trouvaient des membres du MLN-T. Au même moment, le projet de l'organisation qui servait aux contacts politiques pour discuter sur un projet de changements économiques et sociaux tomba entre les mains des militaires. Les contacts furent brutalement interrompus et isolèrent le MLN-T. Selon Alain Labrousse (2009) :
« En septembre 1972, un an après avoir pris en main la lutte antisubversive, les Forces conjointes avaient tué trente-cinq Tupamaros au combat ou sous la torture. Ils en avaient capturé mille trois cents, parmi lesquels huit cents dans l'intérieur du pays et cinq cents à Montevideo. Les victimes des Tupamaros, civils, policiers et militaires, s'élevaient à vingt. »
Sûrs de leur victoire militaire, les commandants des Forces Armées proposèrent de « continuer à combattre la sédition » et orientèrent la répression contre la gauche politique et les syndicats. En février 1973, l'armée menaça de renverser Bordaberry, et le força à signer le Pacte de Boiso Lanza, le soumettant à un Conseil de sécurité nationale essentiellement formé de militaires. Peu après, ceux-ci organisèrent le coup d'État du 27 juin 1973. Montevideo s'engagea rapidement dans l'Opération Condor.

## De 1973 à 1985

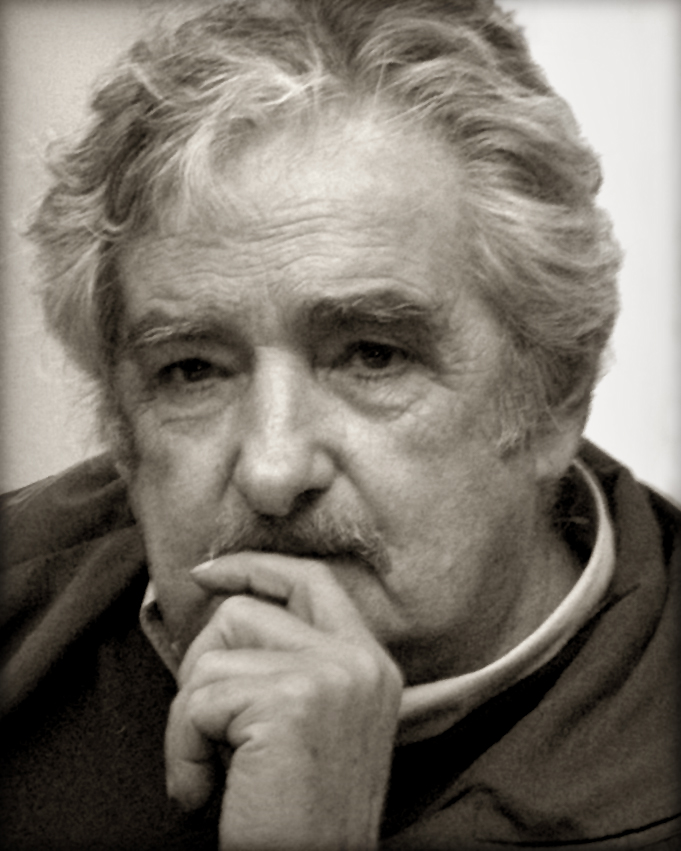
José Mujica, l'un des otages de la dictature, élu président de l'Uruguay en novembre 2009.

### En Uruguay
Les militaires détinrent les dirigeants tupamaros  Raúl Sendic, Eleuterio Fernández Huidobro, Mauricio Rosencof, José Mujica, Adolfo Wasem, Julio Marenales, Henry Engler (es), Jorge Manera (es) et Jorge Zabalza durant toute la période de la dictature militaire, c'est-à-dire jusqu'en 1985. Ils furent détenus dans des conditions inhumaines : tortures continuelles, interdiction totale de communiquer, et menacés d'exécution extrajudiciaire si le MLN-T tentait une quelconque action. Outre ces neuf otages hommes, les militaires ont aussi fait dix otages femmes, dont Flávia Schilling (pt), détenus dans les mêmes conditions jusqu'à la grossesse de Jessie Machi, en septembre 1976. Régulièrement transférés d'une caserne militaire à l'autre, ils étaient détenus par groupes de deux ou trois, qui restèrent les mêmes durant toute la dictature. Mujica étant ainsi incarcéré avec Fernández Huidobro et Mauricio Rosencof.
En 1974, Wasem tenta de se suicider, tandis que Engler, qui devint finalement médecin réputé après sa libération, devenait fou. En 1980, les médecins militaires détectèrent une tumeur cancéreuse chez Wasem, et, faute de traitement, celui-ci mourut en juin 1984. Sendic, qui avait été sérieusement blessé à la mâchoire par une balle lors de son arrestation, ce qui lui laissa des séquelles l'empêchant de parler, était sérieusement atteint au niveau psychologique, de même que Mujica.
Après la défaite des militaires lors du plébiscite de 1980, les conditions de détention s'améliorèrent légèrement, les détenus pouvant recevoir des livres. Certains (dont Sendic) ont mis cette période à profit pour écrire. Ils furent enfin transférés dans la prison de haute sécurité de Libertad en avril 1984, en restant cependant isolés des autres prisonniers politiques.
Plus d'un millier de Tupamaros demeurèrent aussi emprisonnés, dans la prison de haute sécurité de Libertad pour les hommes (c'est le cas, par exemple d'Eduardo Bonomi, futur ministre du Travail), et à celle de Punta de Rieles pour les femmes. L'Uruguay battait alors des records, en proportion de population, dans la détention des prisonniers politiques. Plusieurs d'entre eux sont devenus fous ou se sont suicidés, d'autres ayant été probablement tués par leurs gardiens, leur mort ayant été présentée comme un suicide.

### L'exil
En exil, les Tupamaros participèrent essentiellement aux différentes campagnes de dénonciation de la dictature militaire. Début 1973, il y avait 1 200 Tupamaros au Chili, gouverné par Salvador Allende, et 200 à Cuba, tandis qu'il ne restait environ plus qu'un millier de Tupamaros libres en Uruguay. Beaucoup abandonnèrent cependant l'activité militante, la colonne Guacha (orpheline) ne rassemblant que 70 militants au Chili, début 1971, bien qu'une vague importante d'exilés arrive en mai 1972. En août 1973, une partie des Tupamaros, représentés par Luis Efraín Martínez Platero et William Whitelaw (1946-1976), participa à la création de la Junte de coordination révolutionnaire (JCR), avec le MIR chilien et l'ERP argentine.
Après le coup d'État de Pinochet, la plupart des réfugiés au Chili s'enfuirent vers l'Argentine, où le péroniste de gauche Héctor Cámpora venait de démissionner. Plusieurs d'entre eux firent partie des desaparecidos au Chili. 54 exilés uruguayens (dont des militants socialistes, communistes, etc.) furent internés dans le Stade de Santiago après le putsch, où le Tupamaro Julio Baraibar (aujourd'hui ministre du Travail) fut le porte-parole des Uruguayens pour négocier avec les militaires chiliens et obtenir leur libération, ceux-ci hésitant entre les massacrer ou les expulser.  
En 1974, la fraction Nuevo Tiempo du MLN-T se joint, en Argentine, aux opposants politiques uruguayens, dont les parlementaires Zelmar Michelini et Enrique Erro, ainsi qu'aux Grupos de Acción Unificadoras (GAU) et à l'Agrupación de Militantes Socialistas (AMS) pour former l'Union artiguiste de libération (UAL) et lutter ensemble contre la dictature. Certains autres Tupamaros préfèrent se rapprocher de l'ERP; deux d'entre eux furent ainsi tués en août 1974, dans la province de Catamarca (l'un au combat, l'autre assassiné lors de sa détention).
De nombreux Tupamaros sont alors assassinés (dont le couple William Whitelaw et Rosario del Carmen Barredo, à Buenos Aires, en mai 1976, quelques mois après le coup d'État de mars 1976), certains devenant des  desaparecidos dans le cadre de l'opération Condor (à Buenos Aires, le centre clandestin de détention Automotores Orletti était consacré aux « disparus » uruguayens). D'autres s'exilèrent en France et dans d'autres pays européens.

## Après 1985

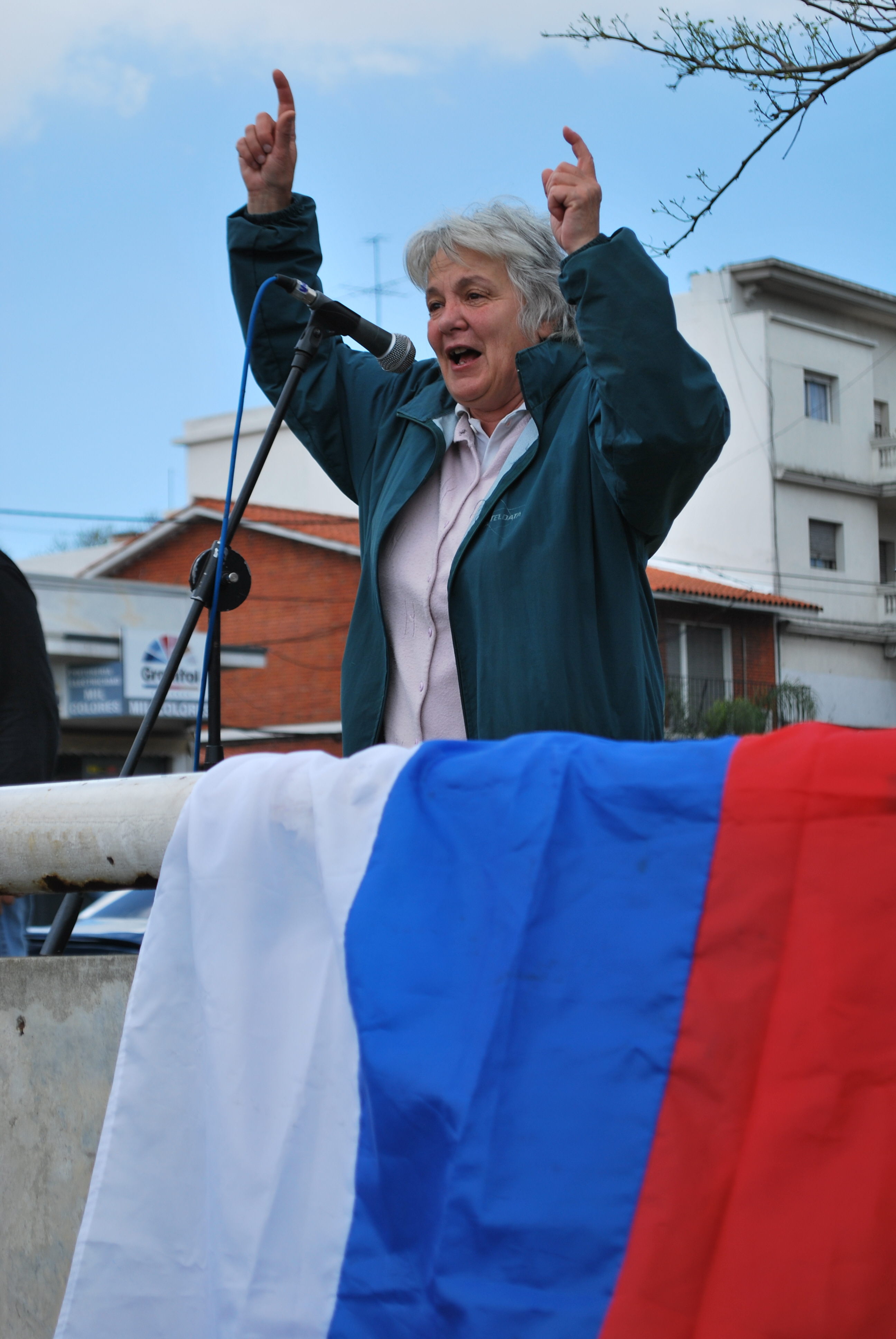
Lucía Topolansky, l'épouse de José Mujica, sénatrice du MPP et membre du MLN-T, en campagne pour les listes de l'Espace 609 lors des élections générales de 2009.

De nombreux débats agitèrent les dirigeants Tupamaros otages de la dictature sur la conduite à tenir lors de la transition démocratique. Début 1985, Raúl Sendic prit tout le monde de court en faisant lire par son frère une déclaration à la radio proclamant la nécessité d'aller vers une pacification, une démocratisation et la légalisation du mouvement. L'ensemble de la direction des Tupamaros soutint a posteriori ce choix. En avril 1985, tous les prisonniers politiques furent libérés, et, sauf exception, amnistiés (pour le reste, les années de détention sous la dictature furent comptées comme trois années de détention, conduisant à leur libération). La Troisième Convention nationale du MLN-T eut lieu en décembre 1985, consacrée à la réorganisation du mouvement.
Les Tupamaros créèrent alors le Mouvement de participation populaire (MPP), avec d'autres organisations de la gauche radicale, dont le Mouvement révolutionnaire oriental (MRO) ou le Parti pour la victoire du peuple (PVP), s'intégrant au Frente Amplio. La plupart de ces autres organisations quittèrent progressivement le MPP, qui devint ainsi lié de très près au MLN-T, sans toutefois être identique à ce dernier, le MPP étant plus large. Aujourd'hui encore, la direction du MLN-T ne coïncide pas avec celle du MPP, bien que certains membres puissent avoir été élus dans les deux, et le MPP intègre des membres indépendants ainsi que d'autres partis.
En 1997, les Tupamaros décidèrent de créer, avec le MPP et d'autres groupes radicaux, le Courant de gauche (Corriente de Izquierda, CI), qui demeurait partie prenante du Front large. Toutefois, à la suite de certains conflits internes, notamment avec Jorge Zabalza, le MLN-T quitta le Courant de gauche en novembre 1998, choisissant de se recentrer dans une politique d'alliance solide avec le Front de gauche (le Courant de gauche présentant par la suite une liste autonome aux élections, faisant toutefois partie du Front). 
Ce processus de ré-orientation du MLN-T, qui équivalait à privilégier la voie d'une alliance large avec l'ensemble des organisations parties prenantes au Front large, plutôt que l'alliance à l'extrême gauche, a permis au MPP, et, à travers lui, au MLN-T, de devenir la force politique la plus importante du Front large, jusqu'à avoir, en 2009, son candidat, José Mujica, élu lors des primaires pour devenir le candidat présidentiel de la coalition. Ce processus ne se passa pas sans tensions, menant notamment à l'éloignement, mi-1988, de Jorge Manera Lluveras de la direction du MLN-T, ainsi qu'à la démission de Jorge Zabalza du MLN-T en 1995 (peu de temps après les manifestations du 24 août 1994 devant l'hôpital Filtro), ce dernier restant toutefois pour un temps encore membre du MPP, avant de rejoindre finalement, avec Helios Sarthou, l'Assemblée populaire (extrême-gauche).
En 2004 et après trois années de progression électorale, l'Espace 609 (liste électorale constituée autour du MPP, afin de construire un front plus large encore, et qui devint progressivement un groupe à part entière au sein du Front large, rival notamment du Front Líber Seregni, agglomérant les tendances centristes du Front) devint le secteur le plus dynamique du Frente Amplio. À partir de l’élection présidentielle de 2004, plusieurs membres du mouvement occupèrent des postes au sein du gouvernement : José Mujica et Nora Castro, deux Tupamaros de longue date, sont actuellement présidents des deux chambres du Congrès. José Mujica a été en outre ministre de l'agriculture du gouvernement de Tabaré Vázquez (PS, également membre du Frente Amplio), de 2005 à 2008, remplacé par l'ex-guérillero Ernesto Agazzi ; Eduardo Bonomi a été ministre du Travail. Mujica finit par être élu candidat à la présidentielle du Front large en juin 2009, l'emportant au second tour de la présidentielle, en novembre 2009, contre le candidat libéral blanco, Luis Alberto Lacalle.

## Chronologie
- 31 juillet 1963 : les membres du Coordinateur, à l'exception de la Fédération anarchiste uruguayenne (FAU), s'emparent des armes du Club de tir suisse de la Nouvelle-Helvétie (département de Colonia). Les armes, inutilisables, sont récupérées, et Raúl Sendic entre dans la clandestinité.
- février 1966 : élection au comité exécutif des Tupamaros. Sendic est élu.
- 22 décembre 1966 : mort du premier Tupamaro, l'étudiant Carlos Flores, lors d'une fusillade avec la police.
- 27 décembre 1966 : mort du deuxième Tupamaro, Mario Robaina, lors d'une fusillade.
- fin février-début mars 1967 n:[incompréhensible] les Tupamaros rejettent une proposition de rejoindre l'ELN bolivien, dirigé par Che Guevara.
- juin 1967 : « Document n°1 » du MLN, qui rompt avec toute stratégie foquiste.
- 2 décembre 1967 : les journaux El Sol (es) (où écrit l'écrivain Eduardo Galeano) et Época sont fermés par décret. Plusieurs partis de gauche sont interdits, dont le Parti socialiste et la Fédération anarchiste uruguayenne (FAU).
- 13 juin 1968 : le président Jorge Pacheco Areco décrète les premières mesures d'exception (medidas prontas de seguridad (es)), systématiquement renouvelées par la suite.
- 7 juillet 1968 : les Tupamaros enlèvent Pereyra Reverbel (es), président de l'UTE (Usines et téléphones de l'État) et ami personnel de Pacheco Areco, qui avait abattu un vendeur de journaux qui distribuait une revue évoquant son homosexualité. Un mois plus tôt, les ouvriers en grève de cette entreprise publique avaient été réquisitionnés par l'armée, l'usine occupée par la Marine et le mouvement syndical violemment réprimé. Trois jours plus tard, Reverbel est libéré sain et sauf.
- 14 août 1968 : l'étudiant Liber Arce (es) est blessé par balles par la police lors d'une manifestation, et décède peu après. Le lendemain, son enterrement rassemble plusieurs centaines de milliers de personnes.
- 20 septembre 1968 : deux autres étudiants, Hugo de los Santos et Susana Pintos, sont tués par la police.
- 12 janvier 1969 : première agression contre un délégué syndical par le « Commando oriental anticommuniste » (extrême-droite).
- 18 février 1969 : braquage du casino de San Rafael à Punta del Este, deux jours après le tract dénonçant les opérations douteuses de la Monty. Sendic et Jorge Zabalza font partie du commando.
- 9 septembre 1969 : le MLN-T enlève Gaetano Pellegrini Giampetro, membre du Comité directeur des banques de l'Uruguay, juste après que le gouvernement de Jorge Pacheco Areco ait réquisitionner avec l'aide des militaires les grévistes de ce secteur. Il est libéré après rançon, versée aux syndicats des ouvriers de l'industrie du froid.
- 8 octobre 1969 : prise de Pando le jour anniversaire de l'exécution du Che. Arrestation de 19 guérilleros sur 49, dont Eleuterio Fernández Huidobro, et exécution extra-judiciaire de trois autres guérilleros.
- 1970 : Mauricio Rosencof est élu à la direction du MLN-T.
- 4 avril 1970 : les Tupamaros cambriolent la famille Mailhos et emportent 300 000 dollars de lingots d'or.
- 8 mai 1970 : l'étudiant Leonardo Beledo est tué par la police.
- 8 juin 1970 : rapport du Sénat qui détaille l'usage de la torture (notamment de la gégène) par les forces de police.
- 10 juin 1970 : les Tupamaros sont soumis aux tribunaux militaires.
- 30 juillet 1970 : arrestation du dirigeant tupamaro Amodio Pérez, leader de la colonne n°15.
- 31 juillet 1970 : enlèvement de l'agent du FBI Dan Mitrione.
- 7 août 1970 : arrestation de la direction des Tupamaros rue Almería (dont Raúl Sendic). Seul Lucas Mansilla reste libre.
- septembre 1970 : création de la colonne 70, dirigée par Mauricio Rosencof.
- janvier 1971 : enlèvement de l'ambassadeur britannique Geoffrey Jackson, libéré par la suite. Attentat contre le domicile d'Arturo Dubra, avocat des Tupamaros.
- février 1971 : libération du consul brésilien Aloys Dias Gomide.
- mars 1971 : libération de l'agronome américain Claude John Fly pour raisons de santé.
- 8 avril 1971 : lancement officiel du Mouvement du 26 mars, qui appuie le Front large pour les élections de novembre 1971.
- juin 1971: attentat contre le domicile d'Alejandro Artuccio, avocat des Tupamaros.
- 16 juillet 1971 : enlèvement puis assassinat de l'étudiant en médecine Abel Adán Ayala par un escadron de la mort
- 22 juillet 1971 : vague d'attentats contre des locaux du Front large organisés par l'extrême droite.
- 23 juillet 1971 : assassinat de l'étudiant Hebert Nieto, tué par un sniper des escadrons de la mort.
- 31 juillet 1971 : assassinat de l'étudiant Manuel Antonio Ramos Filippini, ex-collaborateur des Tupamaros, revendiqué par le « Commando de chasse aux Tupamaros ».
- 17 août 1971 : le cadavre d'Héctor Castagnetto, dont la sœur avait été incarcérée deux mois pour distribution de tracts sur la Monty, une compagnie financière dont les Tupamaros avaient révélé les turpitudes, est jeté dans le Rio de la Plata.
- 1er septembre 1971 : assassinat de l'étudiant en médecine Julio Cesar Espósito par l'extrême droite.
- 6 septembre 1971 : évasion de Punta Carretas. 110 prisonniers politiques, dont 100 Tupamaros (y compris les membres de la direction) s'échappent.
- 7 novembre 1971 : attaque par balles d'un escadron de la mort contre l'omnibus transportant le candidat présidentiel du Front large, Líber Seregni, et son colistier Juan José Crottogini (es); un enfant est tué.
- 28 novembre 1971 : Élections générales. Juan María Bordaberry est élu dans un contexte de fraudes massives.
- 1er janvier 1972 : une colonne dirigée par Raúl Sendic occupe l'aéroport de Paysandú. « Déclaration de Paysandú ».
- 24 février 1972 : enlèvement du photographe de la police Nelson Bardesio, qui révèle son appartenance à un Escadron de la mort et les liens de celui-là avec le sous-secrétaire de l'Intérieur Armando Costa y Lara et d'autres policiers.
- 28 février 1972 : assassinat d'Ibero Guttiérez, après avoir été torturé par un escadron de la mort.
- 1er mars 1972 : Juan María Bordaberry succède à Jorge Pacheco Areco en tant que président.
- 16 mars 1972 : modification du comité exécutif des Tupamaros. Celui-ci passe de cinq à quatre membres, Fernández Huidobro et Candán Granjales remplaçant Marrero, Píriz Budes (qui deviendra un informateur de la police) et Wasem, et devenant ainsi les nouveaux dirigeants aux côtés de Mauricio Rosencof et d'Henry Engler.
- 14 avril 1972 : deux policiers membres de l'Escadron de la mort, ainsi que leur responsable Armando Costa y Lara sont abattus. Quelques heures après, Fernández Huidobro et David Cámpora sont arrêtés, dans la maison du journaliste Luis Martirena, à Montevideo, qui vient d'être abattu par un escadron de la mort.
- 16 avril 1972 : le Parlement vote l'état de guerre interne. La torture est généralisée, et les prisonniers politiques deviennent du ressort des tribunaux militaires.
- mai 1972 : vague d'exilés Tupamaros qui arrivent au Chili. Mauricio Rosencof est arrêté.
- 26 juin 1972 : Fernández Huidobro, Jorge Zabalza, Alicia Rey, et cinq autres dirigeants tupamaros, fait prisonniers, sont emmenés à la caserne de Florida pour négocier la reddition totale des Tupamaros.
- 1er septembre 1972 : Raúl Sendic est capturé à Montevideo.
- 12 février 1973 : Pacte de Boiso Lanza. Le président Juan María Bordaberry est placé par l'armée sous la tutelle d'un Conseil de sécurité nationale.
- 27 juin 1973 : coup d'État militaire.
- 15 juillet 1973 : quatre Tupamaros (José Luis Invernizzi, Emilia Alperovich Kosakovsky, et Maria de las Mercedes Delfante LLopert) sont abattus à Piriápolis (Maldonado)[34].
- 19 août 1973 : deux Tupamaros sont arrêtés et meurent à l'hôpital militaire[34]. La version officielle, du 26 août 1973, affirment qu'ils ont été tués lors d'une « tentative d'évasion[34] ».
- mai 1976 : les cadavres des Tupamaros William Whitelaw et Rosario del Carmen Barredo sont découverts dans une voiture à Buenos Aires, avec ceux d'un communiste uruguayen et des parlementaires Zelmar Michelini et Héctor Gutiérrez Ruiz.
- 7 septembre 1973 : 18 prisonniers politiques Tupamaros sont transférés de la prison de Libertad à des casernes militaires et détenus en tant qu'otages[34].
- 13 septembre 1973 : deux jours après le coup d'État de Pinochet, deux Tupamaros exilés au Chili sont faits desaparecidos[34]. Un autre est assassiné le lendemain, son corps étant séquestré, puis trois autres militants, toujours au Chili, sont arrêtés et deviennent « disparus » le 29 septembre 1973[34]. Un autre est tué le 6 octobre 1973, et encore un autre séquestré le 11[34].
- 26 octobre 1973 : nouvelle arrestation de deux Tupamaros à Montevideo[34].
- 1974 : dix-sept Tupamaros sont tués (dix en Argentine, sept en Uruguay), la plupart assassinés par les forces de l'ordre[34]. Quatre sont victimes de disparitions forcées (deux en Argentine, deux en Uruguay), et plus d'une trentaine sont arrêtés, dont beaucoup disparaîtront par la suite[34].
- 8 novembre 1974 : cinq militants du MLN et Julio Abreu sont séquestrés à Buenos Aires, ainsi qu'un enfant de 3 ans d'un couple de militants du MLN. Ils sont transférés illégalement en Uruguay, dans le cadre de l'opération Condor, puis assassinés ; l'enfant de 3 ans sera localisé en 1985 en Argentine[34].
- 1975 : Quatorze Tupamaros sont assassinés (7 en Argentine, 7 en Uruguay)[34].

#### Témoignages d'ex-Tupamaros
- Ana María Araújo, Tupamaras. Des femmes de l’Uruguay, Paris, Editions des femmes, 1980.
- Eleuterio Fernández Huidobro (nombreux livres)
- Viviana Burgos Basallo : Une Mère en prison ou l'apprentissage de la résistance. (Uruguay 1972-1976), édition L'Harmattan 2017.

#### Écrits sur les Tupamaros
- Samuel Blixén, Sendic, 2000.
- Debray, Régis (1971), Nous les Tupamaros, suivi de Apprendre d’eux, Paris, éd. François Maspero.
- Alain Labrousse, Les Tupamaros. Guérilla urbaine en Uruguay, Paris, Le Seuil, 1971, 205 p..
- Alain Labrousse, Les Tupamaros. Des armes aux urnes, Paris, éd. du Rocher, 2009, 446 p..

### Filmographie
- Costa-Gavras, État de siège, interprété notamment par Yves Montand. Le film traite de l'intervention des conseillers des États-Unis en Uruguay, pendant la guerre contre les Tupamaros. Le film a été tourné au Chili à l'époque de l'Unité Populaire.
- Alvaro Brechner, Companeros (La noche de 12 anos) - 2019, avec Antonio de la Torre, Chino Darín, Soledad Villamil. Le film raconte la détention de trois dirigeants Tupamaros, dont l'ancien président José Pepe Mujica, élu en 2009, qui furent incarcérés comme otages dans des conditions inhumaines par la dictature militaire, de 1973 à 1985.

### Dicographie
- Los Tupamaros Cantan, IRT, 1972.